# Andoharano decaryi
Andoharano decaryi är en spindelart som först beskrevs av Fage 1945.  Andoharano decaryi ingår i släktet Andoharano och familjen Filistatidae.
Artens utbredningsområde är Madagaskar. Inga underarter finns listade i Catalogue of Life.